# Hillsboro (Ohio)
Hillsboro es una ciudad ubicada en el condado de Highland en el estado estadounidense de Ohio. En el Censo de 2010 tenía una población de 6605 habitantes y una densidad poblacional de 469,74 personas por km².

## Geografía
Hillsboro se encuentra ubicada en las coordenadas 39°12′45″N 83°36′41″O / 39.21250, -83.61139. Según la Oficina del Censo de los Estados Unidos, Hillsboro tiene una superficie total de 14.06 km², de la cual 14.06 km² corresponden a tierra firme y (0%) 0 km² es agua.

## Demografía
Según el censo de 2010, había 6605 personas residiendo en Hillsboro. La densidad de población era de 469,74 hab./km². De los 6605 habitantes, Hillsboro estaba compuesto por el 90.02% blancos, el 5.75% eran afroamericanos, el 0.35% eran amerindios, el 0.79% eran asiáticos, el 0.02% eran isleños del Pacífico, el 0.17% eran de otras razas y el 2.91% pertenecían a dos o más razas. Del total de la población el 1.29% eran hispanos o latinos de cualquier raza.